# Alison Waters
Alison Waters (* 19. März 1984 in London) ist eine ehemalige englische Squashspielerin.

## Karriere
Im Jahr 2000 gab Alison Waters ihr Debüt auf der PSA World Tour und gewann auf dieser insgesamt zehn Titel. In ihrer Karriere erreichte sie mit Rang drei im Oktober 2010 ihre höchste Platzierung in der Weltrangliste. Zu ihren größten Erfolgen zählen die Weltmeistertitel 2006 und 2014 mit der englischen Nationalmannschaft. Sie gehörte außerdem 2008, 2012, 2016 und 2018 zum englischen WM-Kader. Mit der Nationalmannschaft gewann sie elf Titel bei Europameisterschaften. In den Jahren 2008, 2010, 2013 und 2014 wurde sie britische Meisterin. 2021 beendete sie ihre professionelle Karriere. Sie nahm jedoch noch an den Weltmeisterschaften im Doppel und Mixed im April 2022 teil, wo sie mit Sarah-Jane Perry Vizeweltmeisterin im Doppel und mit Adrian Waller Vizeweltmeisterin im Mixed wurde. Diesen Erfolg hatte sie bereits 2017 erzielt, als sie im Doppel mit Jenny Duncalf und im Mixed mit Daryl Selby jeweils Zweite geworden war. Im August 2022 sicherte sich Waters bei den Commonwealth Games in Birmingham zwei weitere Silbermedaillen. Sowohl im Doppel mit Sarah-Jane Perry als auch im Mixed mit Adrian Waller hatte sie im Finale gegen Joelle King und Amanda Landers-Murphy bzw. King und Paul Coll das Nachsehen.

## Erfolge
- Weltmeisterin mit der Mannschaft: 2006, 2014
- Vizeweltmeisterin im Doppel: 2017 (mit Jenny Duncalf), 2022 (mit Sarah-Jane Perry)
- Vizeweltmeisterin im Mixed: 2017 (mit Daryl Selby), 2022 (mit Adrian Waller)
- Europameisterin mit der Mannschaft: 11 Titel (2005, 2007–2009, 2012–2018)
- Gewonnene PSA-Titel: 10
- Commonwealth Games: 3 × Silber (Mixed 2014, Doppel und Mixed 2022), 1 × Bronze (Doppel 2014)
- Britischer Meister: 4 Titel (2008, 2010, 2013, 2014)